# Julio César Baldivieso
Julio César Baldivieso (født 2. december 1971) er en tidligere boliviansk fodboldspiller.

## Bolivias fodboldlandshold
| Bolivias landshold | Bolivias landshold | Bolivias landshold |
| År                 | Kmp                | Mål                |
| ------------------ | ------------------ | ------------------ |
| 1991               | 5                  | 0                  |
| 1992               | 0                  | 0                  |
| 1993               | 15                 | 0                  |
| 1994               | 14                 | 1                  |
| 1995               | 8                  | 1                  |
| 1996               | 12                 | 3                  |
| 1997               | 9                  | 2                  |
| 1998               | 0                  | 0                  |
| 1999               | 0                  | 0                  |
| 2000               | 7                  | 2                  |
| 2001               | 8                  | 5                  |
| 2002               | 0                  | 0                  |
| 2003               | 3                  | 1                  |
| 2004               | 2                  | 0                  |
| 2005               | 2                  | 0                  |
| Total              | 85                 | 15                 |